# Šolski center Srečka Kosovela Sežana
Šolski center Srečka Kosovela Sežana je javni zavod, ki ga sestavljata Gimnazija in ekonomska šola ter Višja strokovna šola.
Šola se imenuje po znanem pesniku Srečku Kosovelu. Glavna šolska stavba se nahaja na naslovu Stjenkova ulica 3, 6210 Sežana, višja šola pa na naslovu Kraška ulica 2, 6210 Sežana.

## Zgodovina šole
Prva srednja šola v Sežani je bila gimnazija ustanovljena leta 1954, vendar že 1956 ukinjena. 
Potem je leta 1973 Izobraževalni center Litostroj iz Ljubljane v Sežani odprl oddelek triletne poklicne srednje šole (poklic RTV mehanik). Leta 1975 je v Sežani začel z delom tudi oddelek ekonomske šole (matična šola: Ekonomsko administrativna šola Koper) in oddelek gimnazije (matična šola: Gimnazija Koper).
Leta 1976 je bil pravno ustanovljen VIC - Vzgojnoizobraževalni center Srečka Kosovela Sežana, ki je združeval osnovno šolo, delavsko univerzo, glasbeno šolo, vzgojnovarstveni zavod in srednjo šolo.
Leta 1980 je bila dograjena nova stavba srednje šole in s tem ustvarjeni pogoji za nadaljnji razvoj.
V prvem obdobju so na šoli potekali programi gimnazija, ekonomska šola in RTV mehanik, pozneje so se jim pridružili še kovinarji. Po uvedbi usmerjenega izobraževanja so na šoli potekale usmeritve: družboslovno-jezikovna, ekonomska in kovinarska, pozneje pa še naravoslovno matematična. Tudi ime šole se je ustrezno spreminjalo:
- Srednja družboslovno ekonomska šola Srečka Kosovela Sežana
- Srednja družboslovno ekonomska in naravoslovno matematična šola Srečka Kosovela Sežana

Po ponovni uvedbi gimnazije se je šola imenovala Srednja šola Srečka Kosovela Sežana. Pod tem imenom je šola znana v širši okolici še danes.
Po ponovni uvdbi gimnazijskega programa se je šola delila na:
- gimnazijski del, v okviru katerega je poleg splošne gimnazije potekala nekaj časa tudi ekonomska gimnazija, in
- ekonomski del, v okviru katerega so potekali (poleg osnovnega ekonomskega programa) tudi programi trgovec, poslovni tajnik, administrator itd. - glede na trenutne potrebe kraja.

## Danes
V letu 2008 je bila v Sežani ustanovljena Višja strokovna šola, tako da od šolskega leta 2008/09 naprej šola deluje pod imenom Šolski center Srečka Kosovela Sežana in ima dve organizacijski enoti:
- Gimnazija in ekonomska šola (programi: gimnazija, ekonomski tehnik, aranžerski tehnik)
- Višja strokovna šola (programa: oblikovanje materialov, fotografija)

Višja strokovna šola deluje v prostorih Visokošolskega središča Sežana, kjer potekata tudi študijska programa računalništvo in informatika (dislocirana enota Fakultete za računalništvo in informatiko) in poslovni sistemi v turizmu (dislocirana enota Visoke šole za turizem »Turistica« Portorož).